# El lobo en calzoncillos
El lobo en calzoncillos (en francés: Le Loup en slip) es un libro francés por niños de Wilfred Lupano, con illustraciones de Mayana Itoïz y Paul Cauuet. 
Norma Editorial publicó la edición española.
Es una parodia del lobo feroz.
Henrietta Verma de Credo Reference dijo que las illustraciones se parecen a las de Richard Scarry.
Kirkus Reviews dijo que el libro tiene un mensaje "inteligente y oportuno".

## Libros en esta serie
Lista de libros en español:
- 1: El lobo en calzoncillos
- 2: ¡Se me congelan!
- 3: ¡Elásticos y fantásticos!
- 4: ¡Menudo vago!
- 5: ¡Ahora en pantalones!
- 6: y el Cascaavellanas
- 7: ¡Me las piro!
- 8: Y el misterio de la ortografía